# Anaya de Alba
Anaya de Alba là một đô thị ở tỉnh Salamanca, phía tây Tây Ban Nha, cộng đồng tự trị Castile-Leon. Đô thị này có cự ly 32 kilômét so với thành phố tỉnh lỵ Salamanca và có dân số 271 người. Đô thị này có diện tích 37,04 km².
Khu vực này có độ cao 879 mét trên mực nước biển.
Mã số bưu chính là 37863.